# Дан Гилрой
Дан Гилрой (на английски: Dan Gilroy) е американски сценарист и режисьор.

## Биография
Роден е в Санта Моника на 24 юни 1959 г. в семейството на Франк Д. Гилрой и Рут Дороти Гейдос. Негови братя са Тони и Джон Гилрой. Израства в Уошингтънвил, щат Ню Йорк, а през 1981 г. завършва колежа „Дартмут“. През 1992 г. сключва брак с актрисата Рене Русо, с която имат една дъщеря – Роуз (р. 1993).

## Филмография
| Година | Заглавие на български  | Оригинално заглавие | Сценарист | Режисьор | Бележки                                       |
| ------ | ---------------------- | ------------------- | --------- | -------- | --------------------------------------------- |
| 1992   |                        | Freejack            | да        |          | със Стивън Пресфийлд и Роналд Шусет           |
| 1994   |                        | Chasers             | да        |          | с Джо Батиър и Джон Райс                      |
| 2005   | „Хазарт“               | Two for the Money   | да        |          |                                               |
| 2006   |                        | The Fall            | да        |          | с Тарсем Сингх и Нико Соултанакис             |
| 2011   | „Жива стомана“         | Real Steel          | да        |          | с Джереми Ливън, Джон Гатинс и Ричард Матисън |
| 2012   | „Наследството на Борн“ | The Bourne Legacy   | да        |          | с Тони Гилрой                                 |
| 2014   | „Лешояда“              | Nightcrawler        | да        | да       |                                               |